# MFM 92.6
MFM 92.6 of Matie FM is de campusradio van de Universiteit Stellenbosch in Zuid-Afrika. Het station zendt in een gebied met een straal van 20 km rond Stellenbosch uit en heeft tot ongeveer 35.000 luisteraars. Het station zendt vierentwintig uur per dag uit en is gericht op de jongeren tussen de 14 en 28 jaar en in het bijzonder studenten van de Universiteit Stellenbosch. De uitzendingen zijn in het Afrikaans, Engels en Xhosa en het station is lid van de National Association of Broadcasters of South Africa.

## Geschiedenis
MFM zendt sinds 1995 uit vanuit het Langenhoven Studentesentrum (Neelsie) van de Universiteit Stellenbosch.